# Райские птицы (фильм, 2021)
«Райские птицы» (англ. Birds of Paradise) — художественный фильм режиссёра Сары Адины Смит. Экранизация романа А. К. Смолла «Bright Burning Stars» 2019 года. В главных ролях Кристин Фросет, Диана Сильверс и Жаклин Биссет.
Премьера фильма состоялась 24 сентября 2021 года.

## Сюжет
Кейт Сандерс — недавно прибывшая студентка престижной балетной академии в Париже. Все студенты школы соревнуются за «приз» — контракт с балетной труппой, который получат лучшие танцоры мужского и женского пола. В первый же день она делает замечание Олли, известному бывшему студенту, который покончил жизнь самоубийством, спрыгнув с моста. Это заставляет сестру Олли, Марин Дюран, напасть на неё. В результате ссоры Марин становится растрепанной, что вызывает критику со стороны строгой директрисы академии, мадам Брюнель. Вечером Кейт обнаруживает, что её поселили в одной комнате с Марин. Марин предлагает им пойти в «Джунгли», танцевальный клуб с ботанической тематикой, где они принимают наркотики. Марин вызывает Кейт на танцевальный конкурс, где тот, кто первым перестанет танцевать, будет вынужден выбыть. После продолжительного танца Кейт предлагает измученной Марин остановиться одновременно, чтобы ни один из них не выбыл. Когда Кейт выполняет своё обещание прекратить танцы, она завоёвывает уважение и дружбу Марин.

## В ролях
- Кристин Фросет — Марин
- Диана Сильверс — Кейт
- Жаклин Биссет
- Став Страшко

## Производство
В феврале 2020 года стало известно, что Сара Адина Смит напишет сценарий и выступит режиссёром фильма «Райские птицы» по роману А. К. Смолла «Bright Burning Stars». Кристин Фросет, Диана Сильверс и Жаклин Биссет исполнят главные роли, а Amazon Studios станет дистрибьютером фильма. Съёмки началась в том же месяце в Будапеште.

## Релиз
Премьера фильма состоялась 24 сентября 2021 года.

## Восприятие
На сайте Rotten Tomatoes фильм имеет рейтинг 59 % основанный на 27 отзывах, со средней оценкой 6.30/10.